# Pranzac
Pranzac ist eine südwestfranzösische Gemeinde mit 885 Einwohnern (Stand 1. Januar 2022) im Département Charente in der Region Nouvelle-Aquitaine.

## Lage
Der aus mehreren kleinen Weilern (hameaux) entstandene Ort liegt ca. 18 Kilometer (Fahrtstrecke) östlich von Angoulême bzw. etwa neun Kilometer südlich von La Rochefoucauld.

## Bevölkerungsentwicklung
| Jahr      | 1968 | 1975 | 1982 | 1990 | 1999 | 2007 | 2012 |
| Einwohner | 629  | 667  | 790  | 874  | 792  | 888  | 920  |

Bei der ersten Volkszählung in Frankreich im Jahre 1793 hatte der Ort 617 Einwohner; danach blieb die Einwohnerzahl in etwa stabil.

## Wirtschaft
Pranzac und die kleineren Gemeinden in der Umgebung leben im Wesentlichen von der Landwirtschaft und vom Weinbau. Der Ort gehört noch zum Gebiet der Bons Bois im äußersten Osten des Weinbaugebietes Cognac. Seit den 1970er Jahren ist die Vermietung von Ferienwohnungen (gîtes) als wichtige Einnahmequelle des Ortes hinzugekommen.

## Geschichte
Über die Geschichte von Pranzac liegen nur wenige Informationen vor: Der heutige Ort liegt in der Nähe der alten Römerstraße von Angoulême (Ecolisma) nach Limoges (Augustoritum); für die gallorömische Zeit ist eine Besiedlung nachgewiesen. Der zur heutigen Gemeinde gehörende Weiler Luget befand sich im Mittelalter im Besitz der Zisterzienser-Abtei Notre-Dame de Grosbois, die hier im Jahre 1121 eine Kapelle errichten ließ, die nur wenig später zu einem Priorat ausgebaut wurde, das allerdings nur kurze Zeit Bestand hatte.

## Sehenswürdigkeiten

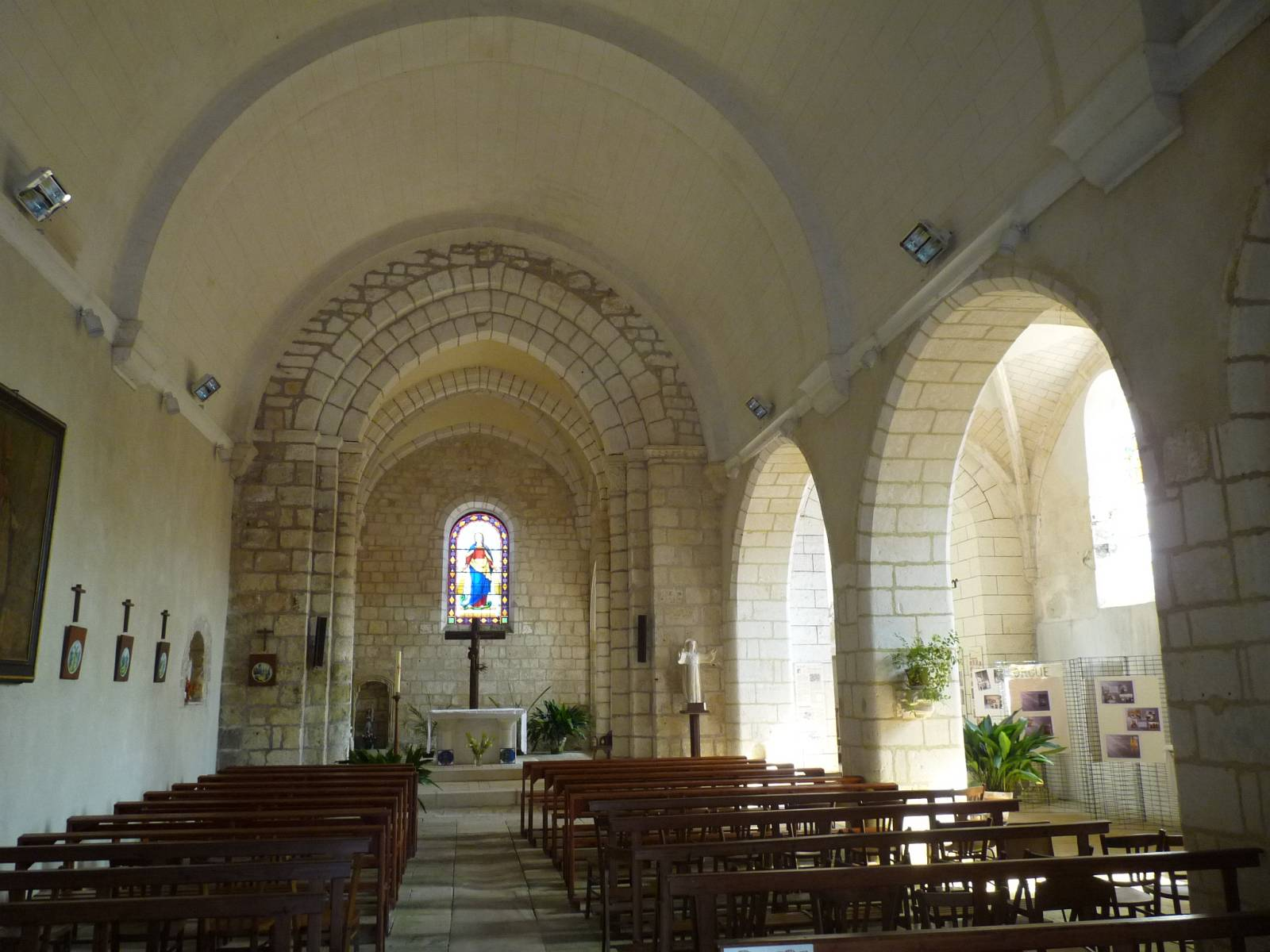
Pranzac – Kirche Saint-Cybard mit seitlichem Kapellenanbau

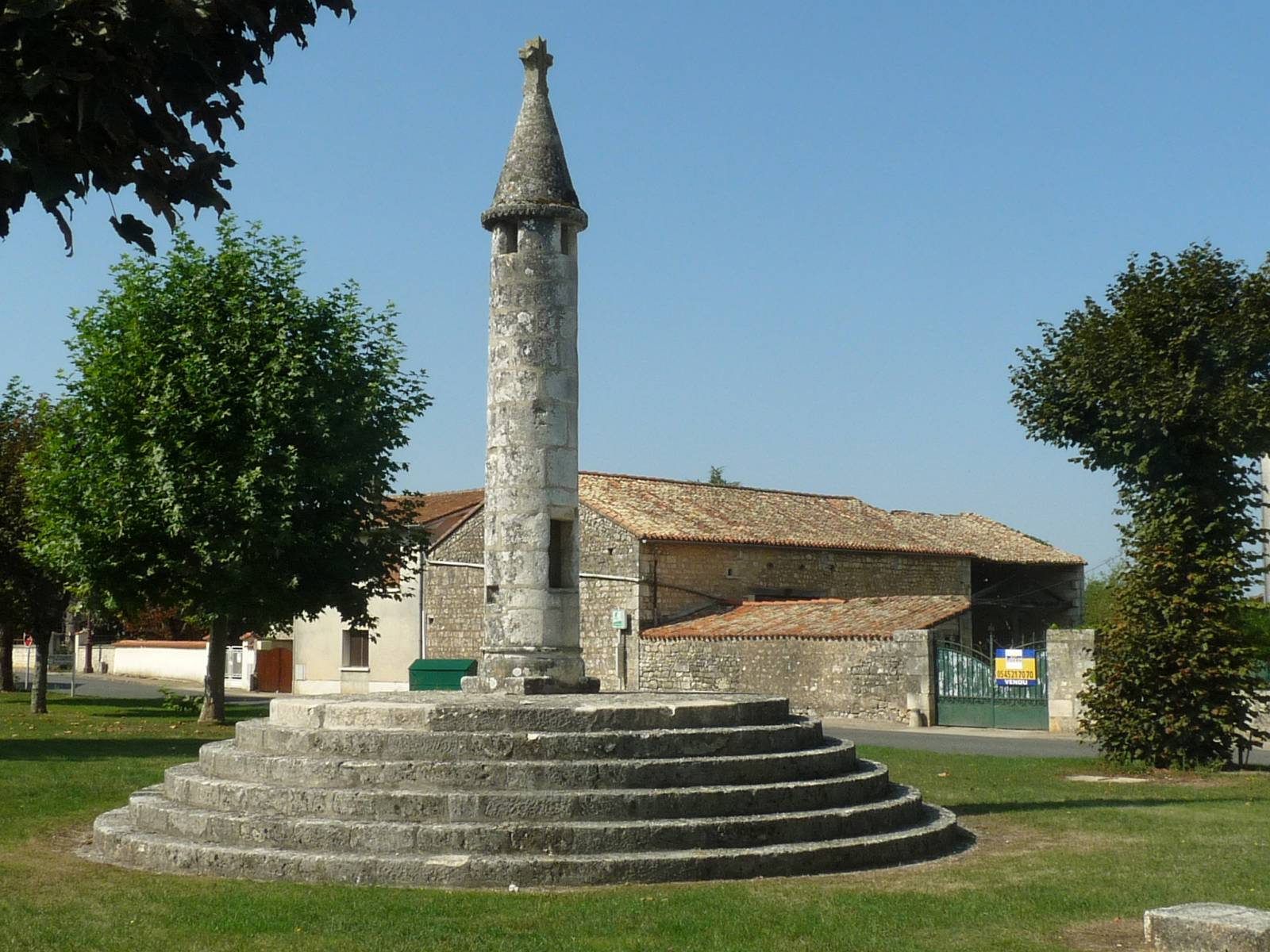
Pranzac – Totenlaterne

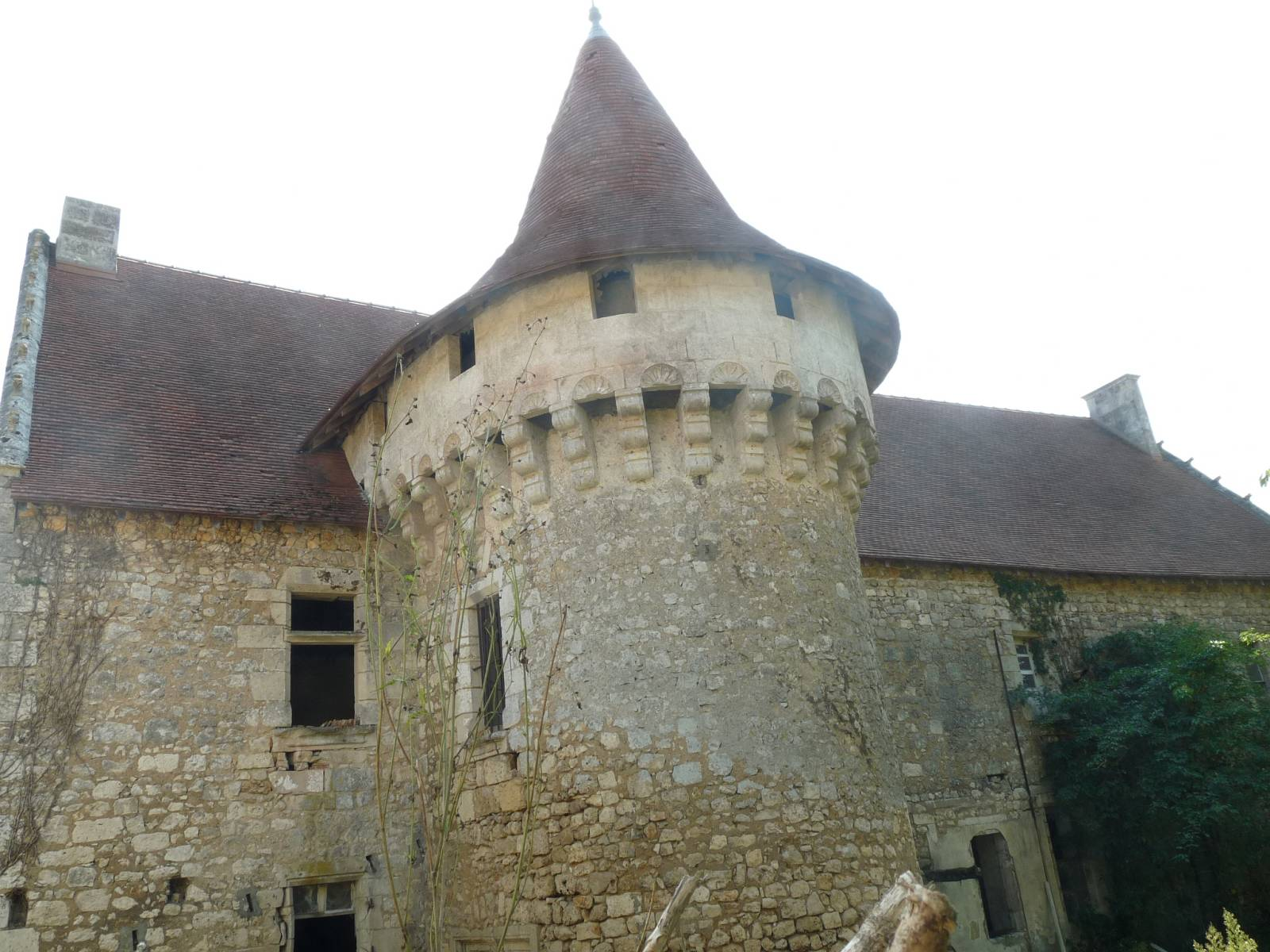
Pranzac – Burg

- Die ursprünglich einschiffige romanische Kirche (ehemals Stiftskirche) Saint-Cybard steht am östlichen Rand der Gemeinde. Sie entstammt in wesentlichen Teilen dem 12. Jahrhundert; im 16. Jahrhundert erhielt sie auf der Südseite einen – von der damaligen Grundherrin, einer Dame des Cars gestifteten – Kapellenanbau. Die Westfassade ist vollkommen schmucklos; das Innere der Kirche hat ein Tonnengewölbe mit Gurtbogenunterzügen und überzeugt durch seine harmonischen Proportionen; der Chor hat einen geraden Schluss. Wie bei vielen Kirchen im Südwesten Frankreichs wurde aus Kosten-, aber auch aus Verteidigungsgründen auf den Einbau von Fenstern weitgehend verzichtet. Die später angebaute Grabkapelle der Burgherrin ist mit großen hellen Fenstern versehen und von einem Rippengewölbe überdeckt. Der Kirchenbau wurde im Jahr 1938 in die Liste der Monuments historiques[1] aufgenommen. Auch ein Tafelbild des als Bischof gekleideten Hl. Cybard aus dem Jahr 1810[2] und ein eiserner Hostienteller aus dem 14. Jahrhundert[3] sind als Monuments historiques eingestuft worden.
- Eine weitere Sehenswürdigkeit des Ortes ist die etwa 200 Meter westlich der Kirche stehende Totenlaterne (lanterne des morts); wahrscheinlich stand sie ursprünglich auf dem ehemaligen Friedhof der Gemeinde, der in späterer Zeit verlegt wurde. Sie wurde ebenfalls im 12. Jahrhundert errichtet und besteht aus einer mehrfach abgetreppten runden Sockelzone, einem – auf einer Basis stehenden – etwa 4,20 Meter hohen runden Schaft und einer kegelförmigen Spitze mit einem Kreuzaufsatz. Durch eine große seitliche Öffnung konnte man im Innern des hohlen Schafts mittels einer Leiter, mit Stangen oder mit Hilfe eines Seilzuges Lichter in die Höhe hieven. Ob es sich dabei um ein sogenanntes 'Ewiges Licht' handelte, oder ob nur an bestimmten Tagen des Jahres (Allerheiligen, Allerseelen, Begräbnis- und Totengedenktage etc.) Lichter angezündet wurden, ist unklar. Die Totenlaterne wurde bereits im Jahr 1905 als Monument historique[4] anerkannt.
- Die Überreste der aus weitgehend unbehauenen Steinen errichteten Burg (Château des Comtes des Cars bzw. d’Escars) aus dem 15. Jahrhundert sind arg vernachlässigt bzw. in Teilen völlig zerfallen. Der erhaltene halbrunde seitliche Treppenturm schließt mit einem Kranz von Maschikulis, über denen sich jeweils ein fächerförmiges Dekorelement befindet; darüber verläuft ein Wehrgang mit Fensteröffnungen. Das Wohngebäude (corps de logis) zeigt – ebenso wie der Turm – aus exakt behauenen Steinen gefügte Rechteckfenster.

## Persönlichkeiten
- Jacques Roux (1752–1794), Priester und Revolutionär
- Jean Audiat (1903–1991), Klassischer Archäologe und Gräzist